# Dagoberto Goyzueta
Dagoberto Julio Goyzueta Magallanes (Callao, Perú, 31 de julio de 1977), exfutbolista peruano. Jugaba de mediocampista y su último equipo fue Defensor Politécnico en la Copa Perú. Actualmente tiene 47 años.

## Selección nacional
Ha sido internacional con la Selección de fútbol sub-20 del Perú en 1997 pero, solo jugo 2 partidos.

## Clubes
| Club                         | País | Año         |
| ---------------------------- | ---- | ----------- |
| Sport Boys                   | Perú | 1997 - 1998 |
| Cultural Hidro               | Perú | 1999        |
| Deportivo Municipal El Tambo | Perú | 1999        |
| Deportivo Wanka              | Perú | 2000        |
| Alianza Atlético             | Perú | 2001        |
| Coopsol Trujillo             | Perú | 2002        |
| Sport Coopsol                | Perú | 2003        |
| Deportivo Aviación           | Perú | 2004 - 2005 |
| León de Huánuco              | Perú | 2006 - 2007 |
| Íntimos Cable Visión         | Perú | 2007 - 2008 |
| Diablos Rojos                | Perú | 2009        |
| Deportivo Coopsol            | Perú | 2010        |
| Defensor Politécnico         | Perú | 2011 - 2012 |

## Palmarés

### Campeonatos nacionales
| Título                    | Club          | País | Año  |
| ------------------------- | ------------- | ---- | ---- |
| Segunda División del Perú | Sport Coopsol | Perú | 2003 |

### Distinciones individuales
| Distinción                                                                             | Año  |
| -------------------------------------------------------------------------------------- | ---- |
| Incluido en el equipo ideal de la Copa Perú según el portal periodístico DeChalaca.com | 2009 |